# Ścieżka (etologia)

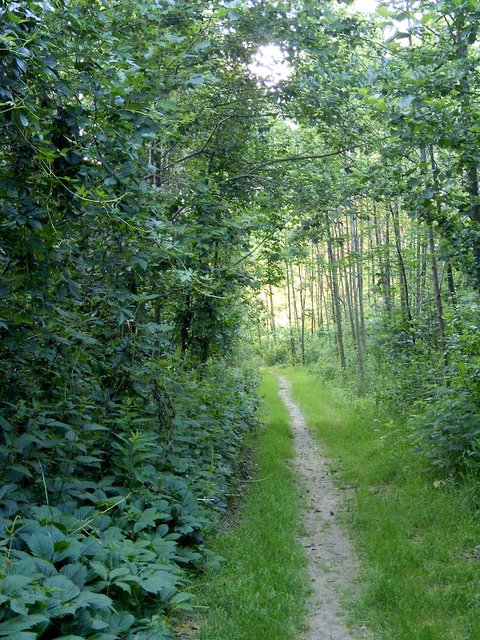
Ścieżka w lesie

Ścieżka – naturalnie, spontanicznie powstała droga, po której poruszają się zwierzęta, a także ludzie. Najczęściej ma postać wydeptanej, krętej linii, prowadzącej np. od miejsc żeru do wodopoju.
W przypadku społeczeństw ludzkich ścieżki w trakcie ewolucji kulturowej zastąpione zostały planowo budowanymi drogami, pozwalającymi na łatwiejszą komunikację. Ścieżki wydeptywane przez ludzi są jednak nadal trwałym elementem terenów zamieszkanych, nawet w silnie zurbanizowanych obszarach. Wykorzystywane są przez planistów dla projektowania deptaków w obrębie osiedli. Najczęściej wykonuje się fotografie ścieżek zimą, gdy są one dobrze widoczne na pokrywie śnieżnej. Bardzo często jednakże naturalne ścieżki są zagradzane przez administracje osiedli, np. poprzez sadzenie na nich krzewów.